# Спін-орбітальна взаємодія
Спі́н-орбіта́льна взаємодія — вплив спіна на рух квантової частинки. Це взаємодія електронного спіну з електричним полем, що існує в околі центру його локалізації.
Спін-орбітальна взаємодія — релятивістський ефект. Вона тим сильніша, чим більша швидкість частинки. Тому, якщо для атомів легких хімічних елементів, електрони яких рухаються доволі далеко від ядра і мають не дуже високі швидкості, спін-орбітальна взаємодія призводить лише до невеликих поправок у енергії станів, для атомів важких хімічних елементів, внутрішні електрони яких перебувають близько до ядра і мають значні швидкості обертання, спін-орбітальна взаємодія є суттєвим ефектом.
Спін-орбітальна взаємодія зв'язує спінову підсистему квантової системи з її координатною підсистемою. Фактично це означає, що завдяки спін-орбітальній взаємодії вектор спіну має орієнтацію в звичайному координатному просторі. Наприклад, у феромагнетику без врахування спін-орбітальної взаємодії спіни електронів могли б бути довільно-орієнтованими. Однак, спін-орбітальна взаємодія призводить до того, що у кристалі існують так звані осі легкого намагнічування, жорстко орієнтовані вздовж певних напрямків кристалічної ґратки.
Спін-орбітальна взаємодія зумовлює також велику кількість інших важливих явищ у фізиці мікросвіту. Наприклад, явище фосфоресценції здебільшого зв'язане з переходом збуджених молекул чи збуджень у кристалах із синглетного у триплетний стан. Такий перехід, який називають міжсистемною конверсією, можливий тільки завдяки взаємодії спінової і координатної складових векторів стану.

## Математичне формулювання
Релятивістським рівнянням, що описує рух електронів є рівняння Дірака. Це рівняння описує водночас електрони і позитрони, враховуючи їхні спінові стани. Однак, його складність, особливо у випадку багаточастинкової задачі, унеможливлює знаходження точних розв'язків. Якщо розглядати тільки частинки, для яких швидкість руху v набагато менша за швидкість світла, і обмежитися лише поправками, пропорційними {\displaystyle v^{2}/c^{2}}, то оператор спін-орбітальної взаємодії запишеться у випадку самоузгодженого поля у вигляді:
{\displaystyle {\hat {V}}=\sum _{a}\alpha _{a}(\mathbf {r} _{a}){\hat {\mathbf {l} }}_{a}\cdot {\hat {\mathbf {s} }}_{a}},
де a позначає індекс електрона, {\displaystyle {\hat {\mathbf {l} }}_{a}} — оператор кутового моменту a-го електрона, {\displaystyle {\hat {\mathbf {s} }}_{a}} — оператор спіну a-го електрона, а
{\displaystyle \alpha _{a}(\mathbf {r} _{a})} — певна функція координат електрона.
Якщо {\displaystyle U(r)} — потенціальна енергія електрона в полі ядра з урахуванням екранування іншими електронами, то
{\displaystyle \alpha _{a}={\frac {\hbar ^{2}}{2m^{2}c^{2}r_{a}}}{\frac {dU(r_{a})}{dr_{a}}}},
де m — маса електрона, {\displaystyle \hbar } — зведена стала Планка.
Середнє значення величини функції {\displaystyle \alpha _{a}(\mathbf {r} _{a})} можна оцінити, як
{\displaystyle \langle \alpha _{a}\rangle =(Z\alpha )^{2}} Гартрі,
де Z — атомний номер атома, а {\displaystyle \alpha } — стала тонкої структури. Для легких атомі енергія спін-орбітальної взаємодії невеликі завдяки малому значенню сталої тонкої структури, але для важких атомів, коли Z > 50, вклад спін-орбітальної взаємодії в енергію електрона досягає кількох електронвольт.